# Homolobus pallidistigma
Homolobus pallidistigma är en stekelart som först beskrevs av Cameron 1911.  Homolobus pallidistigma ingår i släktet Homolobus och familjen bracksteklar. Inga underarter finns listade i Catalogue of Life.